# Björn Werner
Björn Werner (Berlino, 30 agosto 1990) è un ex giocatore di football americano tedesco che ha militato nel ruolo di defensive end per gli Indianapolis Colts della National Football League (NFL). Fu scelto nel corso del primo giro (24º assoluto) del Draft NFL 2013 dai Colts. Al college giocò a football all'Università statale della Florida venendo premiato unanimemente come All-American.

## Carriera universitaria
Werner disputò tutte le 14 partite nella sua prima stagione coi Seminoles, mettendo a segno 20 tackle e 3,5 sack come riserva del defensive end titolare Markus White. Nella sua seconda stagione divenne il defensive end sinistro titolare, facendo registrare 37 tackle, di cui 25 solitari, contribuendo a far classificare la difesa di FSU seconda nella corse, quarta nel minor numero di punti subiti e sesta nella difesa totale.

## Carriera professionistica

### Indianapolis Colts
Nei pronostici del maggio 2012, Werner era visto come una scelta della fine del primo giro del Draft 2013. A metà stagione era salito tra i migliori tre prospetti. Il 3 gennaio 2013 annunciò la sua eleggibilità per il Draft 2013. Un mese prima del draft, Werner era sceso nella seconda metà del primo giro. Il 25 aprile fu scelto come 24º assoluto dagli Indianapolis Colts. Il 24 luglio firmò un contratto quadriennale del valore di 7,89 milioni di dollari (6,4 milioni garantiti) di cui 4,1 milioni di bonus alla firma.
Werner debuttò come professionista nella settimana 1 mettendo a segno un tackle nella vittoria sugli Oakland Raiders. La settimana successiva mise a referto 3 tackle e 0,5 sack contro i Miami Dolphins. La sua stagione da rookie si concluse con 18 tackle, 2,5 sack e 3 passaggi deviati in 13 presenze, una sola delle quali come titolare. L'anno successivo disputò 15 gare, tutte come titolare, con un primato in carriera di 4 sack.
L'8 marzo 2016, Werner fu svincolato dai Colts.

### Jacksonville Jaguars
Werner firmò coi Jacksonville Jaguars l'11 maggio 2016. Fu svincolato il 30 agosto prima dell'inizio della stagione regolare.

### Ritiro
Il 15 gennaio 2017, durante la partita di playoff tra Seattle Seahawks e Atlanta Falcons, Werner, nel ruolo di commentatore tecnico per il canale tedesco Sat.1, annunciò il ritiro dal football professionistico, citando come ragione gli infortuni subiti. 

## Statistiche
| Partite totali      | 38  |
| Partite da titolare | 16  |
| Tackle              | 81  |
| Sack                | 6,5 |
| Intercetti          | 0   |